# Палеры
Палеры (нем. Paler, Paller) — немецкий купеческий и патрицианский род из Аугсбурга, существовавший в XV—XVII веках. В 1581 году семья получила имперское рыцарство, в 1632 году было включено в аугсбургский патрициат.

## История
Имперский камердинер Матиас Палер († 1506 г.) из Вены в начале XVI века поселился в вольном имперском городе Аугсбург. 1 июня 1496 года император Максимилиан I даровал ему гербовую грамоту.
Его сын Вольфганг фон Палер Старший (1504—1582) сделал богатство на ростовщичестве, а также торговлей медью и оловом. В 1550 году ему была предоставлена ферма в Хаммеле, на которой он построил новый замок. После этого получил право на Burgfrieden и низшую юрисдикцию. В 1567 году семейство получило тирольские рудники Кундль и Брикслегг. В 1569 году Вольфганг вместе с другими аугсбургскими купцами арендовал шахту Нойзоль в Королевской Венгрии. 25 июля 1581 года император Рудольф II даровал ему потомственное имперское рыцарство.
Его сын Вольфганг фон Палер Младший (1545—1622) вошел в высшее общество благодаря браку с Розиной Вельзер и стал членом Stubengesellschaft (местный неформальный союз знати и богатых горожан). После смерти отца возглавил торговую компанию Palerschen. В 1606 году занимал должность мастера-строителя в Аугсбурге. Его эпитафия находится в приходской церкви Святой Анны в Аугсбурге.
Во время шведской оккупации Аугсбурга в ходе Тридцатилетней войны под давлением короля Густава II Адольфа Леонхарт фон Палер в 1632 г. был принят в городской патрициат.
Палеры относились к протестантской общине. Со смертью бездетного Леонарда фон Палера семья вымерла в 1679 году.

## Владения
Семье Палер принадлежали отдельные поместья в окрестностях Аугсбурга в Хайнхофене, Хаммеле, Итцлисхофене, Кригсшабере, Оттмарсхаузене и Филленбахе.

## Герб
Герб разделён на четыре квадрата:
- в 1 и 4 на красном поле изображена верхняя половина козерога, увенченного короной,
- во 2-м и 3-м квадрате на золотом поле расположена чёрная прямоугольная полоса с двумя золотыми тюками.

Шлем: вырастающий серебристый козерог, между двумя золотыми крыльями с наклонными полосами чёрного цвета, на каждой из которых отображены два золотых тюка.
Намёт: красный, серебристо — чёрный, золотой.

## Генеалогия
1. Матиас Палер († 1506) ⚭ Анна Функ
  1. Вольфганг фон Палер (1504—1582), ⚭ Магдалена Вагнер
    1. Вольфганг фон Палер (1545—1622). Первая жена — Розина Вайсс (с 1583 года), вторая жена — Розина Вельзер
      1. Розина фон Палер († 1649), ⚭ 1601 Иероним Релинген
      2. Леонард фон Палер († 1637), ⚭ 1598 Розина фон Штеттен
        1. Вольф Леонард фон Палер (ум. в 1679 году). Первая жена — Хёрман (с 1651 года), вторая жена — Юлиана Якобина Зешлин (с 1672 года)
        2. Розина фон Paler († 1675), ⚭ 1621 Вольфганг Леонард Зульцер

      3. Магдалена Палер († 1628), ⚭ 1602 Маркс Конрад фон Релинген

    2. Маттеус фон Палер († 1583), ⚭ 1.) 1572 Катарина Имхофф, вторая жена — Елизавета Рембольд (с 1578 года).
    3. Анна Палер, ⚭ 1556 Йоахим Ениш
    4. Магдалена Палер († 1563), ⚭ 1563 Давид Зульцер
    5. Сюзанна Палер († 1599), ⚭ 1570 Давид Зёрман
    6. Мария Палер, ⚭ 1575 Ганс Фридрих Вельзер
    7. Давид Палер, ⚭ Катарина Хирш